# Campionati mondiali di pugilato dilettanti femminile 2006
I Campionati mondiali di pugilato dilettanti femminile del 2006 si sono svolti, sotto la direzione dell'AIBA, a Nuova Delhi, India, dal 18 al 23 novembre. Vi hanno partecipato 180 atlete di 32 nazioni
Gli incontri si sono disputati presso il Talkatora Indoor Stadium.

## Risultati
| Nuova Delhi 2006 | Nuova Delhi 2006 | Nuova Delhi 2006    | Nuova Delhi 2006  | Nuova Delhi 2006   |
| ---------------- | ---------------- | ------------------- | ----------------- | ------------------ |
| Peso             |                  |                     |                   |                    |
| 46 kg            | M. C. Mary Kom   | Steluta Duta        | Jong Ok           | Nazgul Boranbayeva |
| 48 kg            | Ri Jong Hyang    | Yesica Bopp         | Alice Kate Aparri | Marlen Esparz      |
| 50 kg            | Hasibe Erkoç     | Siyuan Li           | Chhotu Loura      | Fadia El Idrissi   |
| 52 kg            | Sarita Devi      | Viktoria Rudenko    | Samiha Ali Hassan | Jagoda Karge       |
| 54 kg            | Sofya Ochigava   | Karolina Michalczuk | Qin Zhang         | Lyumdmila Hrytsay  |
| 57 kg            | Yum Kum Ju       | Usha Nagisetty      | Bin Wu            | Mihaela Cijevschi  |
| 60 kg            | Katie Taylor     | Anabella Farias     | Mitchel Martinez  | Tatiana Chalya     |
| 63 kg            | Jenny R. L.      | Klara Svensson      | Katie Dunn        | Yulia Nemtsova     |
| 66 kg            | Aya Cissoko      | Oleksandra Kozlan   | Aruna Mishra      | Mary Spencer       |
| 70 kg            | Arianne Fortin   | Akima Stocks        | Luminita Turcin   | Olga Slavinskaya   |
| 75 kg            | Lekha K.C.       | Jinzi Li            | Anita Ducza       | Olga Novikova      |
| 80 kg            | Irina Sinetskaya | Chitiqua Hemingway  | Renu              | Beata Malek        |
| 86 kg            | Elena Surkova    | Maria Kovacs        | Adriana Hosu      | Şemsi Yaralı       |

## Medagliere
| Nuova Delhi 2006 | Nuova Delhi 2006 | Nuova Delhi 2006 | Nuova Delhi 2006 | Nuova Delhi 2006 | Nuova Delhi 2006 | Nuova Delhi 2006 |
| ---------------- | ---------------- | ---------------- | ---------------- | ---------------- | ---------------- | ---------------- |
| Pos              | Nazione          |                  |                  |                  | Tot              |                  |
| 1                | India            | 4                | 1                | 3                | 8                |                  |
| 2                | Russia           | 3                | 0                | 3                | 6                |                  |
| 3                | Corea del Nord   | 2                | 0                | 1                | 3                |                  |
| 4                | Canada           | 1                | 0                | 2                | 3                |                  |
| 5                | Turchia          | 1                | 0                | 1                | 2                |                  |
| 6                | Irlanda          | 1                | 0                | 0                | 1                |                  |
| 6                | Francia          | 1                | 0                | 0                | 1                |                  |
| 8                | Cina             | 0                | 2                | 2                | 4                |                  |
| 8                | Ucraina          | 0                | 2                | 2                | 4                |                  |
| 10               | Stati Uniti      | 0                | 2                | 1                | 3                |                  |
| 11               | Argentina        | 0                | 2                | 0                | 2                |                  |
| 12               | Romania          | 0                | 1                | 3                | 4                |                  |
| 13               | Polonia          | 0                | 1                | 2                | 3                |                  |
| 14               | Ungheria         | 0                | 1                | 1                | 2                |                  |
| 15               | Svezia           | 0                | 1                | 0                | 1                |                  |
| 16               | Filippine        | 0                | 0                | 2                | 2                |                  |
| 17               | Egitto           | 0                | 0                | 1                | 1                |                  |
| 17               | Kazakistan       | 0                | 0                | 1                | 1                |                  |
| 17               | Danimarca        | 0                | 0                | 1                | 1                |                  |
|                  | Totale           | 13               | 13               | 26               | 52               |                  |